# احمد نادری
احمد نادری (زاده ۱۳۵۹ سیرجان) سیاستمدار ایرانی، انسان‌شناسی و دانشیار مردم‌شناسی در دانشکده علوم اجتماعی دانشگاه تهران و نماینده دوره یازدهم و دوازدهم از حوزه انتخابیه تهران، ری، شمیرانات، اسلامشهر و پردیس در مجلس شورای اسلامی است. وی عضو هیئت رئیسه مجلس شورای اسلامی در دوره دوازدهم است.
وی دارای دکترای تخصصی در رشته انسان‌شناسی سیاسی است. پژوهش‌های او مباحث نظری و کاربردیِ انسان‌شناسی سیاسی، روابط بین‌الملل، انسان‌شناسی غرب آسیا و شمال آفریقا، مطالعات جوامع مسلمان و جغرافیای فرهنگی و ژئوپلیتیک را در برمی‌گیرند. وی از سال ۱۳۸۶ تا ۱۳۸۷ مدیریت خانه نشریات وزارت علوم؛ از سال ۱۳۹۲ تا ۱۳۹۳ ریاست جهاد دانشگاهی واحد تهران؛ از سال ۱۳۹۳ تا ۱۳۹۷ مدیریت گروه مردم‌شناسی در دانشکده علوم اجتماعی دانشگاه تهران، و از ابتدای سال ۹۸ تا سال ۹۹ ریاست مؤسسه مطالعات و تحقیقات اجتماعی دانشگاه تهران را برعهده داشته‌است.
وی صاحب امتیاز و مدیر مسئول دو ماهنامه اندیشه آینده است که به مسائل نوظهور در حوزه اجتماعی جامعه ایران می‌پردازد. نادری از بنیان‌گذاران تشکلی به نام «جماران» است که در اواخر سال ۱۳۹۵ شکل گرفت. این تشکل در راستای تربیت کادر جوان‌ برای اداره دولت و در واکنش به آن‌چه او «بحران بازتولید» در جمهوری اسلامی می‌نامد، بنیاد گذاشته شده است. نادری در دوره سوم، رئیس شورای مرکزی و در دوره چهارم دبیرکلی آن را برعهده دارد.
او گرایش سیاسی و اقتصادی خود را نزدیک به جریان چپ فرانکفورتی می‌داند. او گرایش به چپ و نهادگرایی اقتصادی را عدالت خواهی معرفی می‌کند.
او علاوه بر فعالیت‌های دانشگاهی، در عرصه اجتماعی و سیاسی نیز از چهره‌های فعال در سال‌های اخیر بوده‌ و در آثار و نوشته‌های خود همواره بر پیوند پژوهش‌های دانشگاهی و فضای اجتماعی تأکید داشته‌است. او به انتقاد جدیِ از نئولیبرالیسم سیاسی و اقتصادی توصیفی می‌پردازد و در لوای این مفهوم با تعریف‌های متعدد و غامض از ساختارهای ایجاد رانت فساد امیز مانند ارز چند نرخی ترجیهی و نیمایی، وضع انحصارات در واردات و ... حمایت می‌کند.
احمد نادری توانست در یازدهمین انتخابات مجلس شورای اسلامی با کسب ۷۸۳ هزار و ۵۴۵ رأی، به عنوان نفر پانزدهم از حوزه انتخابیه تهران، ری، شمیرانات و اسلامشهر از استان تهران انتخاب شود. او در این انتخابات به عنوان یکی از اعضای لیست وحدت نیروهای انقلاب، توانست به عنوان پانزدهمین نفر از حوزه انتخابیه یادشده وارد مجلس شود.

## تحصیلات
- کارشناسی انسان‌شناسی (مردم‌شناسی) دانشگاه تهران
- کارشناسی ارشد انسان‌شناسی (مردم‌شناسی) دانشگاه تهران[۱۱]
- دکترای انسان‌شناسی سیاسی از دانشگاه فرایه برلین

## تحریم
احمد نادری در اسفند ماه ۱۴۰۱ به دلیل طراحی طرحی برای پاسخ به اتحادیه اروپا در صورت قرار گرفتن سپاه پاسداران در لیست تروریسم، از سوی اتحادیه اروپا تحریم شد. او در واکنش به قرار گرفتن نامش در فهرست تحریم اتحادیه اروپا، توئیت کرد که «همیشه سرباز کشورم بوده‌ام. چه آن‌زمان که در اروپا دانشجو بودم و چه امروز که توسط همان اتحادیه اروپا به‌خاطر پیگیری «طرح اقدام متقابل علیه تروریستی اعلام کردن سپاه» تحریم شدم. برای دفاع از منافع ملی ذره‌ای تردید نخواهم کرد.»

## نظرات و دیدگاه‌ها

### فساد در خصوصی سازی و ارز چند نرخی
نادری مخالف خصولتی سازی بنگاه‌های دولتی به اسم خصوصی‌سازی و یا طولانی شدن فرآیند واگذاری است که به واگذاری‌های ناموفقی مثل نیشکر هفت تپه می‌انجامد. از طرف دیگر با وجود آنکه خود را مخالف رانت و موافق خصوصی سازی واقعی می داند و از سیاست‌های اقتصادی دوره دولت روحانی انتقاد می‌کند، ولی مجدانه حامی سیاست ارز چند نرخی با تخصیص ارز ۴۲۰۰ تومانی و ادامه تخصیص پر از فساد آن بوده که از سال ۱۳۹۷ در اقتصاد ایران پیاده سازی شد و آسیب‌های بسیاری به بنگاه‌های دولتی و خصوصی زد. وی درباره مسئولان دولتی در دولت ابراهیم رئیسی که دنبال تک نرخی کردن قیمت ارز بودند می‌گوید: «بخشی از این سیاست ها توسط بازماندگان دموکرات و نئولیبرال دولت قبلی هم اکنون در دولت آقای رئیسی تئوریزه و اجرایی می شود». وقتی خبر توقف سیاست تک نرخی کردن ارز چند نرخی کردن بازار ارز و تخصیص دلار به قیمت ۲۸.۵۰۰ تومانی توسط بانک مرکزی وقت اعلام شد نادری چنین از آن یاد کرد:
این‌که نرخ دلار نیمایی ۲۸ هزار و ۵۰۰ تومان اعلام شده بدان معناست که دولت به این نتیجه رسیده که باید سیاست‌گذاری درستی در موضوعات اقتصادی داشت.

### تجارت خارجی و قیمت گذاری و ریشه تورم
نادری بر لزوم توسعه تجارت خارجی، مخصوصاً با کشورهای همسایه تأکید دارد و می‌گوید نباید از ظرفیت کشورهای همسایه غافل باشیم. در عین حال در مورد شیوه مطلوب اداره بازار داخلی، خواهان قیمت‌گذاری محصول کارخانه‌های داخلی مثل ورق مس و فولاد، آن آلات ساختمانی، سیمان و ... توسط دولت شده که مانع انجام صادرات مستقیم آن‌ها توسط خود شرکت تولید کننده و استفاده دلال‌های بزرگ از این رانت به واسطه قیمت گذاری در فروش به مصرف کننده داخلی یا صادرات این محصولات به اشکال و عنوان‌های دیگر به خارج می‌شود. نادری ریشه تورم‌های بالا در ایران را فروش کالاهای تولید داخل به قیمت بازاری آن‌ها می‌داند و خواهان یک بازار داخلی بسته برای محصولات در ایران برای قیمت گذاری این کالاها بدون توجه به تغییر قیمت جهانی این کالاها و ارزش ریال دریافتی است تا بدین شکل تعیین قیمت در اقتصاد ایران به صورت کامل از سایر دنیا جدا شود. وی در این باره فروردین ماه سال ۱۴۰۲ می‌گوید:
ریشه تورم‌های بالای چند سال اخیر، فروش دلاری مواد اولیه ایرانی به تولیدکنندگان داخلی است. این نامعادله، باعث شده اقلیتی با گران‌فروشی دلار به ثروت‌های نجومی برسند و آحاد ملت به ورطه فقر سقوط کنند. راه نجات، شکست بت دلار در اقتصاد ایران است.
این سخنان در زمانی مطرح شد که زمزمه قیمت گذاری مواد اولیه‌ای مثل محصولات شرکت‌های فولاد، سیمان و پتروشیمی در داخل کشور و خارج کردن فروش این کالاها از بورس مطرح می‌شد و بعد از آن به مدت چند ماه نیز وزارت صمت اقداماتی برای قیمت گذاری این محصولات انجام داد که موجب نفع خریداران بزرگ این محصولات که با قیمت تعیینی خریده و در بازار به قیمت آزاد می‌فروختند شد.

### یارانه انرژی و قیمت گذاری حامل‌های انرژی
نادری در مصاحبه با رسانه جدال در شهریور ۱۴۰۳ در توصیف قشر فقیر جامعه که می‌گویند از یارانه بنزین پولدارها، ماشین لندکروزدارها و قاچاچی‌ها بیشتر سود می‌کنند با نقل جمله‌ای از تئودور آدورنو و ماکس هورکهایمر از مکتب فکری فرانکفورت می‌گوید: «صنعت فرهنگی بلایی سر توده‌ها آورده که اینها یکمشت احمق و خر تربیت شده‌اند که این توده‌ها هرچه سرمایه‌داری می‌خواهد انجام می‌دهند و فکر می‌کنند کار خودشان و خواست خودشان است.»

### نبرد تمدنی درغرب آسیا
احمد نادری در مقام مردم‌شناسِ متخصص در حوزهٔ مطالعات غرب آسیا و شمال آفریقا، اولین کسی بود که پس از شروع انقلاب‌های عربی و بیداری اسلامی، به تغییر نظم جهانی از حالت تک قطبی به چند قطبی اشاره کرد. او درگیری‌های منطقه غرب آسیا و شمال آفریقا از سال ۲۰۱۱ تاکنون را در چارچوب نوعی نبرد تمدنی می‌بیند و معتقد است سه تمدنِ اسلامی (با محوریت ایران)، ارتدکس (با محوریت روسیه) و کنفوسیوس (با محوریت چین) در خط گسل سوریه و عراق در تقابل با تمدن غرب (به محوریت ایالات متحده آمریکا) قرار گرفته‌اند و این تقابل، نظم آینده در سطح جهانی را تعیین خواهد کرد.

#### پیاده‌روی اربعین، کلان هویت و مسئله مقاومت فرهنگی
او همچنین پدیدهٔ پیاده‌رویِ اربعین را در راستای بازگشت به نوعی کلان هویت در فضای معاصر تلقی می‌کند و معتقد است در چهل سال گذشته دو نقطه مقاومت جدی در برابر مناسبات سرمایه‌داری نئولیبرال قابل شناسایی است که عبارتند از: انقلاب اسلامی ایران و پیاده‌رویِ اربعین. او اربعین را نقطهٔ گذارِ از مناسبات دولت محورِ پیمان وستفالی می‌داند و معتقد است اربعین طلیعه بازیگری گفتمان مقاومتِ جغرافیای تمدن اسلامی در مناسبات جهانی است و این بازیگری برخلاف سایر بازیگری‌های تاریخ، بر مبنای صلح، دوستی، مودت، صمیمیت، برادری، برابری، آزادی، معنویت، عقلانیت و عدالت است. این پدیده توانسته‌است در بُعد جغرافیایِ تمدنی، با تکیه بر عناصر فرهنگ اسلامی؛ از سویی یک گفتمان مقاومت فرهنگی ایجاد کند و از سوی دیگر، چندین دولت و مردمان آن‌ها را در این عرصه درگیر خود کند که این همانا شروع بازیگریِ تمدن نوین اسلامی است.

#### نظریه تعقل دولتی تشیع
حوزه مطالعات انقلاب اسلامی از دیدگاه مردم‌شناسی سیاسی یکی از حوزه‌های مطالعاتی نادری است و نظریه تعقل دولتی تشیع حاصل تاملات نظری او در این حوزه است. کتاب او به زبان آلمانی که در سال ۲۰۱۲ توسط  انتشارات دانشگاه پوتسدام آلمان منتشر شد و در آنجا به بحث ژئوپلیتیک شیعه و ایران به عنوان عنوان بازیگر مرکزی این مفهوم می‌پردازد. قبل از این، او در مقاله ای در مجله اوراسیا که به زبان آلمانی منتشر می‌شود، به بررسی رابطه ژئوپلیتیک شیعه و نقش ایران به عنوان قدرتی منطقه ای پرداخته بود. در سال ۲۰۱۵ کتاب انگلیسی او با عنوان «ژئوپلیتیک شیعه و اسلام سیاسی در خاورمیانه» توسط انتشارات Welt Trends منتشر شد و او با تکمیل دیدگاه خود، در تحلیل انقلاب ایران و پدیده جمهوری اسلامی، به تلفیقی از ژئوپلیتیک و جغرافیای فرهنگی رسید و نظریه تعقل دولتی تشیع را منتشر نمود. او با خوانش ایده‌های فرازمانی و فرامکانی اسلام و بازخوانی نظریه ولایت فقیه سید روح‌الله خمینی از سویی و ترکیب آن‌ها با ایده رئالیسم در روابط بین‌الملل، درکی پویا از رفتار جمهوری اسلامی ایران در فضای منطقه‌ای و بین‌المللی به دست می‌دهد. درکی که رفتار جمهوری اسلامی را به عنوان یک دولت ملی Nation-State از سویی، و از سویی دیگر به‌عنوان یک موجودیت دارای ارزش‌های جهان‌شمول، تحلیل می‌کند.

##### شورش حاشیه بر متن و نئولیبرال‌های ایرانی
در سال ۹۸ و پس از شورش‌های بنزینی، احمد نادری که در آن زمان رئیس مؤسسه مطالعات و تحقیقات اجتماعی دانشگاه تهران بود، سلسله نشست‌هایی با عنوان شورش حاشیه بر متن تنظیم نمود و در آن‌ها جامعه‌شناسان شهیر اصلاح‌طلب و اصولگرا را مقابل هم می‌نشاند تا در این مورد اظهار نظر کنند. کاربرد عنوان «شورش حاشیه بر متن» که ابداع او بود سبب موضع‌گیری‌هایی از سوی سایر همکارانش همچون عباس کاظمی شد.
او همچنین در مقاله‌ای با عنوان "روند معنا سازی در تقابل تهیدستان شهری و دولت: مطالعه شهر تهران ۱۳۴۵-۱۳۵۸ " که در بهار ۱۳۹۶ در نشریه بررسی مسائل اجتماعی ایران چاپ شد، به‌طور مفصل به جنبش حاشیه‌نشینی و تهیدستان پرداخته و برای تبیین این جنبش آرای چند نظریه‌پرداز را در بعد نظری و عملی تلفیق کرده‌است. در این مقاله او بحث جنبش حاشیه‌نشینی در ایران را در سپهر ایران با دولت پیوند زده و به تأسی از آرای «هانری لوفبر» از متفکران مکتب آنال که معتقد است اساساً فضا عرصه تخاصم دولت و تهیدستان و طبقات پایین است و کشاکش این دو در این فضا اتفاق می‌افتد؛ به بررسی تخاصم‌های طبقه محروم و دولت در فضاها می‌پردازد. او در همین مقاله با ترکیب آرای لوفبر با آصف بیات در مورد سیاست خیابانی، به تبیین کنشگری طبقات محروم در بحبوحه انقلاب می‌پردازد و خاطرنشان می‌کند:"در بحبوحه انقلاب هم جنبش فرو دستانی داشتیم که داشتند خانه‌های طبقه بالا و هتل‌ها را تصرف می‌کردند. بحث بر سر واژه ای است که «آصف بیات» به کار می‌برد: «سیاست خیابانی». اساساً سیاست خیابانی در تنازع بر سر فضا(Space) اتفاق می‌افتد و فرودستان در مقابل دولت قرار می‌گیرند و سیاست ورزی خیابانی که از طریق نهادها و راه کارها و سازوکارهای مشخص نیست که در حکومت رخ دهد؛ بلکه قلمرو اول و آخر هر چیز خیابان است. "

###### اعلام جنجالی پیش‌بینی مشارکت در انتخابات ۹۸
یک هفته مانده به یازدهمین دوره انتخابات مجلس شورای اسلامی، مؤسسه مطالعات و تحقیقات اجتماعی دانشگاه تهران به ریاست احمد نادری نتایج نظرسنجی‌ای را منتشر کرد که در آن از شهروندان تهرانی دربارهٔ انتخابات مجلس، عملکرد دولت، شهرداری و شورای اسلامی شهر پرسش شده‌است.
در این نظرسنجی مشخص شد که ۹۳/۷ درصد از مردم تهران از عملکرد مدیریت دولت ناراضی هستند. در بخش دیگر نظرسنجی میزان مشارکت در انتخابات مجلس و الگوی رفتار انتخاباتی شهروندان تهرانی مورد سنجش قرار گرفت. براساس سؤالی که از مخاطبان درباره میزان مشارکت در انتخابات پرسیده شد ۲۴/۲ درصد شهروندان تهران اعلام کردند در انتخابات شرکت خواهند کرد، البته این نظرسنجی در نیمه اول بهمن انجام گردید و در زمان انتخابات مشارکت افزایش یافت.

#### قاسم سلیمانی و اسطوره‌شناسی سیاسی
نادری در فصلی از کتاب عقل سرخ که به‌کوشش حمید پارسانیا تدوین و منتشر شده است، از منظر انسان‌شناسی سیاسی به اسطوره‌شناسی قاسم سلیمانی پرداخته و معتقد است این اسطوره‌شدگی را می‌توان در سه سطح مشاهده کرد: سطح ملی، که در گستره‌ی جغرافیایی ایران و دولت ملی ایران، تبدیل به فردی بی‌نظیر و ترکیبی شد.سطح دوم را می‌توان در سطح منطقه و جهان اسلام مشاهده کرد؛ و سطح سوم اسطورگی را در سطح بین‌الملل قابل مشاهده است. آن‌چه در مورد قاسم سلیمانی و تبدیل‌شدن وی به اسطوره‌ی ملی ایرانی می‌توان گفت این است که قاسم سلیمانی در ذهن مردمان حوزه‌ی مرزهای ملی ایرانی، ترکیبی از عناصر اسطوره‌ای ملی و مذهبی شد. در سطح دوم نیز سلیمانی و سپاه قدس را در سه‌ دهه‌ی اخیر تصویری از پشتیبانی از مظلومان و مستضعفان در اذهان قاطبه‌ی مسلمانان منطقه ایجاد کرده بود. و در سطح بین‌الملل قاسم سلیمانی نزد همه ملت‌های آزاده و غیرمسلمان به یکی از قهرمانان مبارزه با امپریالیسم تبدیل شده بود و نام وی در کنار چه‌گوارا، فیدل کاسترو و سایر قهرمانان مبارزه با امپریالیسم آمریکا، در خاطره‌ی جمعی مردمان دنیا خصوصاً مردم آمریکای لاتین نقش بسته است.
نادری در جایی دیگر سلیمانی را «سمبل عقلانیت دولتی تشیع» نامید و معتقد است با ایفای نقش سلیمانی بسط نفوذ جمهوری اسلامی در منطقه و جهان با استفاده از قدرت نرم اتفاق افتاده است و ثمره آن را می‌توان امروزه در کنشگری‌های ضد‌امپریالیستی مردمان منطقه غرب آسیا در حوزه سیاست هویتی و در آنچه از آن با عنوان محور مقاومت یاد می‌کنیم، مشاهده کرد. و در نتیجه مجاهدت‌های او به‌عنوان سمبل محور مقاومت شرایط منطقه به‌گونه‌ای رقم خورد که نقطه افول هژمونی ایالات متحده آمریکا گردید و این افول منطقه‌ای آنچنان کینه و نفرتی را در دل آمریکایی‌ها ایجاد کرد تا این‌که در سیاست و اقدام انفعالی ترور ناجوانمردانه‌اش به انجام رساندند.

##### موضعگیری در مورد طالبان
احمد نادری در حساب توییتر خود، در تاریخ ۱۲ آذر ۱۳۹۹ با اشاره به حضور هیئت سیاسی طالبان در سفارت ایران در قطر، در حمایت از آن‌ها نوشت:
طالبان یکی ازجنبش‌های اصیل منطقه و با زمینه قوم پشتون است. حضور در سفارت ج. ا در دوحه رابایستی به فال نیک گرفت. همکاری با آنان می‌تواند به گسترش ثبات درجامعه افغانستان وجلوگیری ازنفوذ گروه‌هایی همچون داعش منجر شود. نباید دردام بازنمایی‌های اشتباه رسانه‌های آمریکایی ازآنان بیفتیم.
وی در مصاحبه‌ای با تهران تایمز، با اشاره به مباحث نظری در موضوع جامعه‌شناسی جنبش‌های اجتماعی و به‌ویژه آرای آلن تورن جامعه‌شناس فرانسوی، منظور خود را از جنبش اصیل توضیح داد: از نظر آلن تورن هر جنبش اجتماعی دارای سه اصل «هویت»، «تمامیت» و «مخالفت» است و هر چه این سه سطح همگرایی بیشتری داشته باشند، اصالت جنبش (Project Level) بیشتر است. نادری واژه Project Level را به اصالت ترجمه کرده و از این موضع همچنان دفاع می کند.
مذاکرات هسته‌ای و مکدونالدی شدن جامعه ایران
در پی توافق اولیه هسته‌ای و اعلام شرکت مکدونالد برای افتتاح شعبه در ایران، نادری در مطلبی در خبرگزاری فارس با عنوان توافق هسته‌ای و خطر مکدونالدی شدن نوشت و در آن با استفاده از رویکردهای نظری مکتب فرانکفورت، یادآور شد که: آنچه به‌عنوان خطر جدی می‌توان در پروژه مذاکرات و توافق هسته‌ای برجسته ساخت، بحث خطر آسیب‌پذیر نمودن جامعه در مقابل فرهنگ آمریکایی است که متأسفانه تاکنون مورد غفلت قرار گرفته است. چراکه مک‌دونالد یکی از مولفه‌های فرهنگ مصرفی جهانگیر آمریکایی و سمبل آن است و اگر روزی مک‌دونالد به ایران راه یابد، می‌توان گفت که فتح فرهنگی ایران توسط فرهنگ آمریکایی اتفاق افتاده و انقلاب اسلامی مک‌دونالدی شده و قابل پیش‌بینی و استاندارد گردیده است.
پیش‌بینی سقوط بورس و طراحی استیضاح وزیر اقتصاد روحانی در سال بعد

در اواسط اردیبهشت ۹۹ که تبلیغات دولت روحانی در مورد جذب سرمایه‌های مردم به بورس آغاز شده بود و دولت با همه امکانات خود مردم را به مشارکت در بورس تشویق می‌کرد، نادری در توییتی نوشت:
گذار از سرمایه‌داری صنعتی و تولیدی به سرمایه‌داری سوداگرایانه الگویی آشنا در نئولیبرالیسم است. حباب بورس خواهد ترکید و من نگران تبعات اجتماعی و امنیتی آن در آینده‌ای نزدیک هستم: شورش‌هایی بزرگتر از ۹۶؛ ۹۸ و قطعاً بزرگتر از دهه ۷۰.
سیر بورس و مشکلاتی که بعدا در آن به وجود آمد نشان داد که حرف نادری در آن زمان نادرست نبوده است. سقوط بورس و در پی آن بر باد رفتن سرمایه‌های طبقات متوسط و فقیر سبب شد تا نمایندگان جوان موسوم به فراکسیون گام دوم در مجلس طرح استیضاح وزیر اقتصاد را در یازده محور طراحی و ۱۰۲ نماینده آن را امضا کردند. طراح اصلی این استیضاح احمد نادری بود. این استیضاح با دخالت‌های بیرونی و کارشکنی‌های درونی در مجلس به نتیجه نرسید.

#### مجله اندیشه آینده و طرح مفهومنیت (NEET)در فضای فکری ایران
نادری در راستای  وظایف نمایندگی‌اش به‌عنوان ریاست فراکسیون مقابله با آسیب‌های اجتماعی، نشریه‌ای به نام «اندیشه آینده» منتشر می‌کند. آن‌چنان‌که در سرمقاله شماره اول نوشته است، این مجله قرار است با سایر مجلات مشابه متفاوت باشد و این تفاوت به روش‌شناسی، موضوع‌شناسی و نحوه مواجهه با مسائل اجتماعی جامعه ایران برمی‌گردد. در حوزه روش‌شناختی، نشریه سعی دارد بیش‌تر از روش مردم‌نگاری که روش اصلی مردم‌شناسی است، بهره گیرد. از آن‌جا که حوزه آکادمیک نادری مردم‌شناسی است، توانسته است این روش را به حوزه ژورنالیسم تسری دهد. در حوزه موضوع‌شناسی نیز، آن‌چنان‌که نوشته است، به آن دسته از مسائل اجتماعی جامعه می پردازد که درک «مسئله بودگی» از آنان وجود ندارد، اما مسئله به‌صورت جدی وجود دارد. در حوزه‌ی نحوه مواجهه نیز این نشریه سعی در ارائه پیشنهاد سیاستی برای سیاست‌گذاران دارد.
او نخستین شماره اندیشه آینده را به موضوع نیت در حوزه مطالعات جوانان اختصاص داد.این مفهوم در ماجرای شورش‌های پاییز ۱۴۰۱ مورد استفاده تحلیل‌گران قرار گرفت. تا کنون شش شماره از نشریه در موضوعات و مسائل مختلف نییت، قمار، شب شهر، فردگرایی، ناامنی اجتماعی، و آشوب‌های اجتماعی منتشر شده است.

## مهم‌ترین اقدامات در مجلس

#### فراکسیون گام دوم
برخی از اعضای تشکیل جماران از حوزه های مختلف انتخابیه سراسر کشور به مجلس یازدهم راه یافتند، و در مجلس فراکسیونی را با عنوان فراکسیون «گام دوم» تشکیل دادند، که نادری سخنگویی این فراکسیون را به‌عهده دارد.

#### پیگیری پرونده هفت‌تپه و استیضاح وزیر اقتصاد و دارایی
در نتیجه واگذاری شرکت کشت و صنعت نیشکر هفت‌تپه، اعتراضات و اعتصابات گسترده کارگران در استان خوزستان شکل گرفت. احمد نادری در پی مخالفت‌های جدی خود با سیاست‌های اقتصاد نئولیبرالی و خصوصی‌سازی‌های ناعادلانه و احقاق حقوق کارگران به ماجرای پرونده کشت و صنعت نیشکر هفت‌تپه ورود کرد.
در شهریورماه ۱۳۹۹ پس از گزارش دوم دیوان محاسبات در زمینه واگذاری غیرقانونی شرکت کشت و صنعت نیشکر هفت‌تپه، مصمم به پیگیری «خلع ید از مالک هفت تپه» شد. نقطه تمرکز و حرکت وی گزارش دوم دیوان محاسبات است که بر مبنای تفحص میدانی تنظیم شده است. گزارش‌های دیوان محاسبات صد درصد لازم‌الاجراست و بایستی دولت به رأی این گزارش‌ها تمکین کند چراکه دیوان محاسبات طبق قانون به موضوعات، ورود کارشناسانه می‌کند و خروجی‌های این نهاد، بایستی حتماً مورد قبول واقع شود. در همین راستا، احمد نادری اعتقاد داشت مجلس باید پای خلع ید ایستاده و به هیچ عنوان از موضع خود کنار نرود؛ چرا که هم‌واگذاری غیرقانونی بوده و هم رویه‌های بعد از آن، خلافِ قانون بوده است.مهم‌تر از همه، فردی که مجتمع به او واگذار شده، اهلیت و صلاحیت نداشته است.
احمد نادری اذعان داشت، هفت تپه تبدیل به یک پاشنه آشیل برای نظام جمهوری اسلامی ایران شده آن هم با ناکارآمدی‌هایی که در دولت آقای روحانی ما مشاهده می‌کنیم. نادری در همین راستا در به طرح سؤال از وزیر اقتصاد و دارایی پرداخت و پس از قانع نشدن از پاسخ‌های وزیر استیضاح او را به جریان انداخت.
سرانجام با پیگیری دولت سیزدهم و تعدادی از نمایندگان مجلس شورای اسلامی در اسفند ۱۳۹۹ پرونده شرکت کشت و صنعت نیشکر هفت‌تپه بسته شد و این شرکت به دولت واگذار شد.

#### مخالفت با اعتبارنامه تاجگردون
یکی از نخستین اقدامات نادری در مسند نمایندگی مجلس، مخالفت با اعتبارنامه غلامرضا تاجگردون نماینده گچساران بود. او به همراه ۸ نماینده دیگر دلیل این مخالفت خود را شائبه‌های متعدد پیرامون وی دانستند. پس از این مخالفت، طرفداران تاجگردون او را با سلاح گرم تهدید به قتل کردند.
به گفته برخی از منابع، او به همراه سید نظام‌الدین موسوی دیگر نماینده تهران بعدا راه خود را از افراد دیگر در این ماجرا جدا کردند و آن‌چنان‌که آن دو گفته‌اند در اواسط راه به این نتیجه رسیدند که بسیاری از ادعاهای علیرضا زاکانی در مورد تاجگردون بی‌اساس بوده است.

#### ریاست شورای اجرایی اتحادیه بین‌المجالس جهانی و ریاست گروه دوستی ایران، آلمان، اتریش، برزیل، بولیوی، پاناما
نادری از سوی نمایندگان در صحن علنی مجلس به‌عنوان عضو اتحادیه بین‌المجالس و سپس با اعضای این شورا، ریاست اتحادیه بین‌المجالس (IPU) برگزیده شد و به‌عنوان نماینده پارلمان ایران در اجلاسیه‌های مختلف پارلمانی بین المللی شرکت و مواضع مجلس و جمهوری اسلامی را اعلام نموده است. او عضو کمیته دائمی صلح و امنیت در اتحادیه اصلی بین‌المجالس جهانی در ژنو است.
او همچنین رئیس گروه دوستی ایران با کشورهای آلمان،اتریش، برزیل، بولیوی و پاناما را بر عهده دارد که در این راستا با استفاده از ظرفیت های دیپلماسی پارلمانی سعی در حفظ منافع کشور داشته است. شاید بتوان گفت بیش‌ترین ارتباط را در این راستا با برزیلی‌ها داشته است، تا جایی که یکی از بهترین دوستان خود را سفیر سابق برزیل در تهران (معاون کنونی وزارت خارجه برزیل در دولت لولا) می‌داند.

### ریاست هیئت تحقیق و تفحص از سازمان سنجش
یکی از مهم‌ترین اقدامات نادری در مسند نمایندگی، پیشنهاد طرح تحقیق و تفحص از سازمان سنجش آموزش کشور بود که در تاریخ ۲۸ تیر ۱۴۰۰ به تصویب رسید و منجر به کشمکش‌های زیادی در حوزه عمومی و رسانه‌ای با ریاست سابق این سازمان گردید. پس از انجام مراحل تحقیقات گزارش آن تقدیم هیئت رئیسه گردید. تا جایی که نادری به عنوان رئیس هیئت تحقیق و تفحص از عملکرد سازمان سنجش، در نامه‌ای از دادستان کل کشور خواست رئیس و معاونین سازمان سنجش وقت ممنوع الخروج شوند.

### مخالفت با مصوبه کنکوری شورای عالی انقلاب فرهنگی
پس از مصوبه شورای عالی انقلاب فرهنگی درباره کنکور در سال ۱۳۹۹، نادری به‌عنوان نایب‌رئیس کمیسیون آموزش مجلس این مصوبه را خارج از اختیارات شورا و مغایر با قوانین مصوب مجلس دانست و به‌شدت با آن مخالفت کرد و آن را تیری بر پیکره عدالت آموزشی و موجب فربه‌تر کردن باندهای فساد در آموزش و پرورش دانست. و آن را یکی از مهم‌ترین انحرافات در تاریخ جمهوری اسلامی به شمار آورد.کشمکش‌های زیاد او با دبیر وقت شورای عالی انقلاب فرهنگی (سید سعیدرضا عاملی) او را بر آن داشت تا به طراحی طرحی برای بی‌ثمر کردن این مصوبه شورا کند.
وی در دیداری با رئیس جمهور بر غیرقانونی و ناعادلانه بودن این مصوبه تأکید کرد و خواهان لغو آن شد و ابلاغ آن را لکه ننگ دولت انقلابی دانست. 

### مخالفت با حذف ارز ترجیحی
نادری در جریان تصویب بودجه سال ۱۴۰۱، از محدود نمایندگانی بود که  در اوایل زمستان ۱۴۰۰، یعنی زمانی که بررسی بودجه سال بعد در مجلس آغاز شده بود، با حذف ارز ترجیحی به‌طور جدی مخالفت و در نطق میان‌دستور مخالفتش را اعلام کرد و به دولت هشدار داد:
«ما حق نداریم مردم را از حقوق طبیعی‌شان که داشتن سهم از بیت‌المال است، محروم کنیم، اگر قدرت برخورد با مافیای اقتصادی را ندارید، مردم را تحت فشار قرار ندهید و انتقام مافیا را از مردم نگیرید.»
به زعم او حذف ارز ترجیحی اگر با جایگزین‌های واقعی نباشد، خطاست و شوک حاصل از این موضوع، اثرات اجتماعی و تبعات امنیتی در پی خواهد داشت و آن‌چنان‌که او گفت، این سیاست به ایجاد "شورش های عظیم اجتماعی" در سال ۱۴۰۱ خواهد انجام شود. بسیاری از تحلیل‌گران حذف ارز ترجیحی را بر اعتراضات پاییز ۱۴۰۱ مؤثر می‌دانند. او البته یک سال بعد، پس از شورش پاییز ۱۴۰۲، در نطق سالانه خود رد مجلس، پیش‌بینی سال قبل خود را در مورد وقوع این شورش ها یادآور شد.

#### مخالفت با طرح تدریس زبان‌های محلی و قومی در مدارس
نادری نسبت به «طرح» اجرای اصل ۱۵ قانون اساسی برای تدریس زبان‌های محلی و قومی در مدارس که توسط برخی از نمایندگان آذربایجان شرقی مطرح شده بود، واکنش نشان داد و آن را خلاف امنیت ملی دانست.
به گفته نادری برخلاف تمام کشورهای غرب آسیا، ایران دارای نظم زبانی و فرهنگی طبیعی است. زبان فارسی، زبان فرهنگی و تاریخی همه ایرانیان است. نقشی که آذربایجانی‌ها و کردها، مازنی و گیلک‌ها در آفرینش و بسط زبان فارسی داشته‌اند، ساکنان استان فارس و مشهدی‌ها نداشته‌اند. در ایران هیچ‌گاه دوگانه زبان ملی زبان محلی یا قومی وجود نداشته و همه ایرانی‌ها این زبان را میراث خود دانسته و زبان‌های محلی نیز به موازات زبان ملی در ایران همیشه آزاد بودند، حتی یک مورد ممانعت از استفاده از زبان محلی در مناسبات اجتماعی و سیاسی و فرهنگی وجود ندارد.

## سوابق اجرایی و دانشگاهی
- عضو هیئت رئیسه مجلس شورای اسلامی در دوره یازدهم
- نایب‌رئیس اول کمیسیون آموزش و تحقیقات مجلس شورای اسلامی
- رئیس هیئت عالی نظارت بر انتخابات شوراهای شهر و روستای استان تهران
- رئیس شورای اجرایی اتحادیه بین‌المجالس
- رئیس فراکسیون مقابله با آسیب‌های اجتماعی مجلس یازدهم
- رئیس گروه دوستی ایران با کشورهای آلمان، اتریش، برزیل، بولیوی و پاناما
- سخنگوی فراکسیون گام دوم
- عضو هیئت رئیسه فراکسیون انقلاب اسلامی
- سخنگوی فراکسیون مجمع خیرین و امور خیریه
- عضو ناظر مجلس در شورای عالی علوم، تحقیقات و فناوری (عتف)
- عضو ناظر مجلس در شورای سنجش و پذیرش دانشجو
- عضو هیئت امنای دانشگاه سوره
- عضو هیئت امنای دانشگاه باهنر کرمان
- عضو هیئت امنای دانشگاه تربیت مدرس
- صاحب امتیاز و مدیرمسئول نشریه تخصصی مسائل جامعه ایران «اندیشه آینده»
- رئیس مؤسسه مطالعات و تحقیقات اجتماعی دانشگاه تهران
- مدیر پیشین گروه مردم‌شناسی دانشکده علوم اجتماعی دانشگاه تهران (۱۳۹۳–۱۳۹۷)
- رئیس پیشین جهاد دانشگاهی واحد تهران (۱۳۹۱–۱۳۹۲)
- دبیر پیشین مجمع انجمن‌های اسلامی منطقه آلمان (2010)
- مدیریت خانه نشریات وزارت علوم (۱۳۸۶–۱۳۸۷)

### کتاب‌های تألیفی
- Ahmad Naderi. "Shia Geopolitics and Political Islam in the Middle East." Berlin: WeltTrends, 2015.
- Ahmad Naderi, Johannes Reissner,  Schiitische Geopolitik? : zur Politik Irans im Nahen und Mittleren Osten, Welt Trends e.V, 2012
- احمد نادری. "گفتمان جنبش شیعی عراق بررسی انسان شناختی." تهران: نزدیک، ۱۳۸۶.

### کتاب‌های ترجمه
- احمد نادری و علیرضا طاقتی. "انقلاب اسلامی ایران (از انقلاب تا حکومت)." قم: نشر معارف، ۱۳۹۳.
- احمد نادری و الهام اکبری. "استعمارزدایی از روش (تحقیق علمی و مردمان بومی)." تهران: ترجمان علوم انسانی، ۱۳۹۴.
- احمد نادری. "علوم اجتماعی نیندیشیدنی (محدودیت‌های پارادایم‌های قرن نوزدهمی)." تهران: ترجمان علوم انسانی، ۱۳۹۵.
- احمد نادری و سینا درویش. "آلمان رو به فرسایش. چگونه ما به دست خودمان سرزمینمان را نابود می‌کنیم؟." تهران: انتشارات علمی فرهنگی، ۱۳۹۷.
- احمد نادری و محسن منجی. "نکبت. فلسطین، ۱۹۴۸ و دعاوی حافظه." تهران: پژوهشگاه فرهنگ، هنر و ارتباطات وزارت فرهنگ و ارشاد اسلامی، ۱۳۹۷.